# デコポン

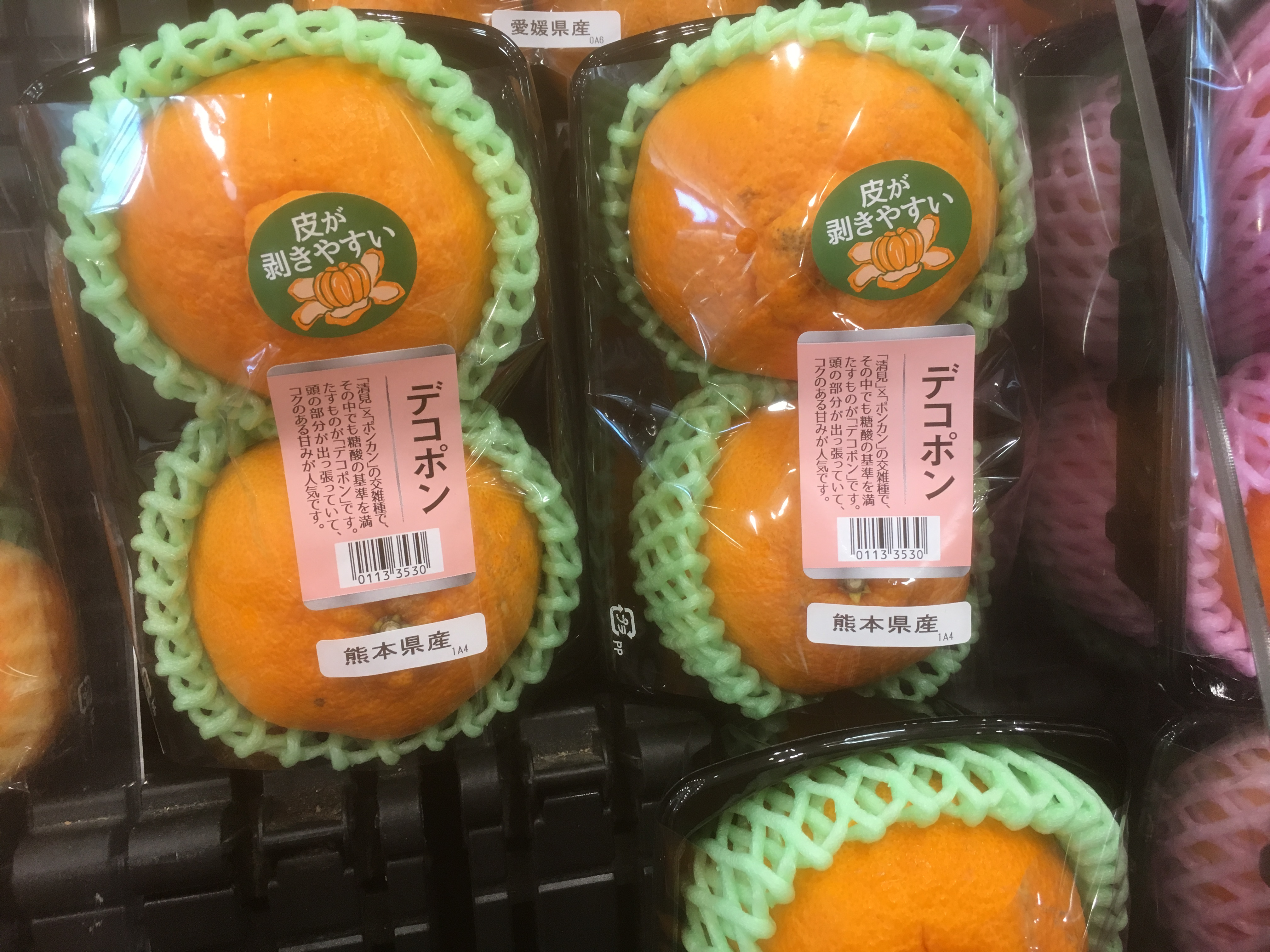
熊本県産のデコポン

デコポンとは、柑橘類のシラヌヒ（不知火）系に対する熊本県果実農業協同組合連合会（JA熊本果実連）が所有する登録商標である。果樹および果実の品種名やその通称では無い。

## デコポンの商標登録
流通果実としての「デコポン」は熊本果実連が所有する登録商標であり、同会を含む全国の日本園芸農業協同組合連合会（日園連）傘下の農業団体を通じて出荷されたシラヌイ（及びその変種）のうち、高品質を保つ一定の基準（糖度13度以上、酸度1度以下）を満たしたものだけがその名を使用することができる。よって熊本県産以外の「デコポン」もあるが、生産者個人での販売や柑橘関係農協県連合会を経由しない販売についてはデコポンの名称は使用できない。全国統一糖酸品質基準を持つ日本で唯一の果物の登録商標である。
元々は1972年、長崎県南高来郡口之津町（現・南島原市）の農研機構（旧果樹試験場）が「清見」と「ポンカン」を交配させて生まれた。へたの周囲が出っ張った歪な見た目の悪さと育てにくさから農水省は量産に不向きと判断して品種登録をしなかった。当時、島原湾を挟んだ熊本県、不知火町（現・宇城市）ではアメリカからのオレンジ輸入自由化に対抗出来る新たな柑橘類を模索しており試験的に栽培を行なったが、収穫して食べてみると酸味が強く放置された、しかし後日に貯蔵していたものを改めて実を食べてみると甘味が極めて強くなっており、このことから暫く熟成期間を置くことで甘くなると判明し食用としての生産・栽培が本格化した。2011年時点での全国の生産量は約4万4800t。
1991年からシラヌヒ系のうち糖度13度以上のものを選択して「デコポン」の名称で商品化・出荷が開始された。量産に不向きと判断された歪な外見上の特徴を逆にセールスポイントにしようとして命名された。1993年7月には熊本果実連が出願していた「デコポン」「DEKOPON」の商標登録が認可された（種苗登録はされていない）。熊本果実連は初出荷日の3月1日を「デコポンの日」として制定し、日本記念日協会に登録された。
済州島（大韓民国）では「漢拏峰（ハンラボン）」という名称で広く栽培されている。
またアメリカのカリフォルニア州では、Sumo Citrus（スモウシトラス）やSumo Mandarin（スモウマンダリン）の名前で栽培されている。

## デコポンを名乗ることができる品種
- シラヌヒ
- 安芸の輝き
- 佐賀果試34号
- 肥の豊